# Rettenberg
Rettenberg è un comune tedesco di 4.158 abitanti, situato nel land della Baviera.

## Birrerie
Rettenberg si pubblicizza come Il villaggio birrario più meridionale della Germania. Vi sono due birrerie (Zötlerbrauerei e Engelbrauerei) che producono in tutto circa 150.000 ettolitri birra all'anno.